# Joaquim Fontanals i del Castillo
Joaquim Fontanals i del Castillo (Cuba, 1842 - Barcelona, 20 de gener de 1895) fou un historiador de l'art català, acadèmic de l'Acadèmia de Bones Lletres de Barcelona.

## Biografia
Establert a Barcelona, va escriure crítica d'art al Diari de Barcelona i a la Ilustración Española y Americana de Madrid. Fou membre de la Comissió de Monuments, de l'Acadèmia de Bones Lletres de Barcelona, de l'Acadèmia de Belles Arts de Barcelona i acadèmic corresponent de la Reial Acadèmia de Belles Arts de Sant Ferran, però sempre va estar més vinculat a l'Ateneu Barcelonès, del que en fou secretari el 1869 i conservador el 1876-1877. Influït per la historiografia francesa, n'estudià les tècniques de conservació dels monuments durant les revolucions de 1789 i 1848, apel·là al paper de l'Estat com a garant de la protecció patrimonial i defensà l'educació com a pilar de la protecció del patrimoni artístic, en especial el català. En aquest aspecte va escriure articles a La Vanguardia i va fer conferències durant l'Exposició Universal de 1888. Es preocupà per la situació del proletariat coetani i, inspirant-se en realitzacions d'altres països, proposà la creació d'escoles d'adults com a mitjà de millorar les seves condicions. El 1881 va optar sense èxit a la càtedra de teoria i història de les belles arts de l'Escola de Belles Arts de Barcelona. Poc abans de morir va col·laborar en la Historia general del arte de Lluís Domènech i Montaner.

## Obres
- Algunos recuerdos de dos revoluciones democráticas francesas
- Necesidad de la instrucción popular en España y creación de sus escuelas.(1865)
- De la conservación de monumentos franceses en 1789 y en 1848 (1869),
- Antonio Viladomat, el artista olvidado y maestro de la pintura catalana (1877)
- Recuerdo del artista Tomàs Padró (1877)